# Atopsyche chinchacamac
Atopsyche chinchacamac är en nattsländeart som beskrevs av Schmid 1989. Atopsyche chinchacamac ingår i släktet Atopsyche och familjen Hydrobiosidae. Inga underarter finns listade i Catalogue of Life.